# 1934년 테일러 방목법
1934년 테일러 방목법(영어: Taylor Grazing Act of 1934, TGA, Pub.L. 73–482)은 방목지 상태를 개선하고 사용을 규제하기 위해 공유지(알래스카 제외)에서의 방목을 규제하는 미국 의회법이다.
이 법은 처음에는 미국 내 기존에 보존되지 않은 공유지 중 80백만 에이커 (32백만 헥타르)를 미국 내무부에서 관리하는 방목 구역으로 지정하는 것을 허용했다. 개정된 법은 이제 방목 구역의 토지 양에 제한을 두지 않는다. 현재 약 모듈:Convert 282번째 줄에서 Lua 오류: attempt to index local 'cat' (a nil value).의 토지가 방목 구역 내에 있다.
이 토지들은 알래스카를 제외한 모든 공유지, 국유림, 공원, 기념물, 인디언 보호구역, 철도 보조금 토지, 환원된 쿠스 베이 마차 도로 보조금 토지 중에서 공터, 미수용 및 미보존 토지가 될 수 있다. 인근 토지 소유자는 이 구역을 통과할 권리를 부여받을 수 있다. 구역 내 방목 특권에 대한 허가가 주어진다. 또한 울타리, 저수지, 기타 개선 시설을 건설하는 허가도 받을 수 있다.
허가받은 자는 수수료를 지불해야 하며, 허가는 10년을 초과할 수 없지만 갱신 가능하다. 심각한 가뭄이나 방목지를 고갈시키는 다른 자연재해로 인해 허가가 취소될 수 있다.

## 역사
허버트 후버 대통령 행정부 동안 황진의 근본 원인을 해결하기 위해 공공 토지 사용에 대한 연방 규제가 필요하다는 것이 분명해졌다. 광대한 지역이 가축 방목에 사용되었기 때문에 방목지 관리의 중요성이 커졌다.
지질조사국 농업국의 국장이자 내무부 방목국의 부국장이었던 존 프랜시스 딜즈의 주장은 테일러 방목법의 혜택을 가져오는 데 영향력을 행사했다.
유타주의 돈 바이런 콜턴 하원의원은 방목 구역을 만들 법안을 발의했지만, 그 법안은 미국 상원을 통과하지 못했다. 1933년 콜로라도주의 하원의원인 에드워드 T. 테일러는 콜턴 법안을 테일러 법안으로 다시 발의했다. 이 법안은 내무부에 방목지 관리를 담당하는 방목국 또는 서비스를 설립했다. 방목 서비스는 1946년에 미국 국토 관리국과 통합되어 토지관리국을 형성했다.
필립 O. 포스의 사례 연구는 테일러 방목법에 의해 설립된 지역 방목 자문 위원회가 연방 공유지에서 가축 방목을 규제하는 역할에 대해 조사했으며, 그러한 위원회들이 종종 규제 대상이었던 동일한 목장주와 축산가들에 의해 지배되었다는 것을 발견했다. 이는 방목 규제가 규제 대상 이익에 의해 "포획"되었음을 시사한다.
2022년 연구에 따르면 재산권을 획정한 이 법은 미국 서부의 대규모 방목 구역에서 토지 생산성을 높이는 데 기여했다.

## 1934년 법 개정안
1934년 방목법에 대한 미국 의회 개정안.
| 제정일        | 공법 번호   | 미국 회기별 법전 인용 | 미국 입법 법안 | 미국 대통령 행정부     |
| ------------- | ----------- | --------------------- | -------------- | ---------------------- |
| June 26, 1936 | P.L. 74-827 | 49 Stat. 1976         | H.R. 10094     | 프랭클린 D. 루스벨트   |
| May 28, 1954  | P.L. 83-375 | 68 Stat. 151          | H.R. 6186      | 드와이트 D. 아이젠하워 |

## 같이 보기
- 방목지 전쟁
- 양 전쟁

## 추가 자료
- Foss, Phillip O. Politics and Grass (U of Washington Press, 1960).
- Hurlburt, Virgil. "The Taylor grazing act." Journal of Land and Public Utility Economics  2#2 (1935): 203-206. online at HeinOnline.
- Lowitt, Richard. The New Deal and the West (1984) pp 64–72. online
- Musgrave, Ruth S. et al. (1998) Taylor Grazing Act, Chapter 4: Statute Summaries, Federal Wildlife and Related Laws Handbook, Rockville, Md.: Government Institutes, ISBN 086587557X
- Ross, Joseph VH. "Managing the public range-lands: 50 years since the Taylor Grazing Act." Rangelands Archives 6.4 (1984): 147-151. online
- Stout Jr, Joe A. "Cattlemen, Conservationists and the Taylor Grazing Act." New Mexico Historical Review 45.4 (1970): 3+ online.
- Welsh, Michael M. "Beyond Designed Capture: A Reanalysis of the Beginnings of Public Range Management, 1928–38." Social Science History 26.2 (2002): 347-391.